# 金子神社

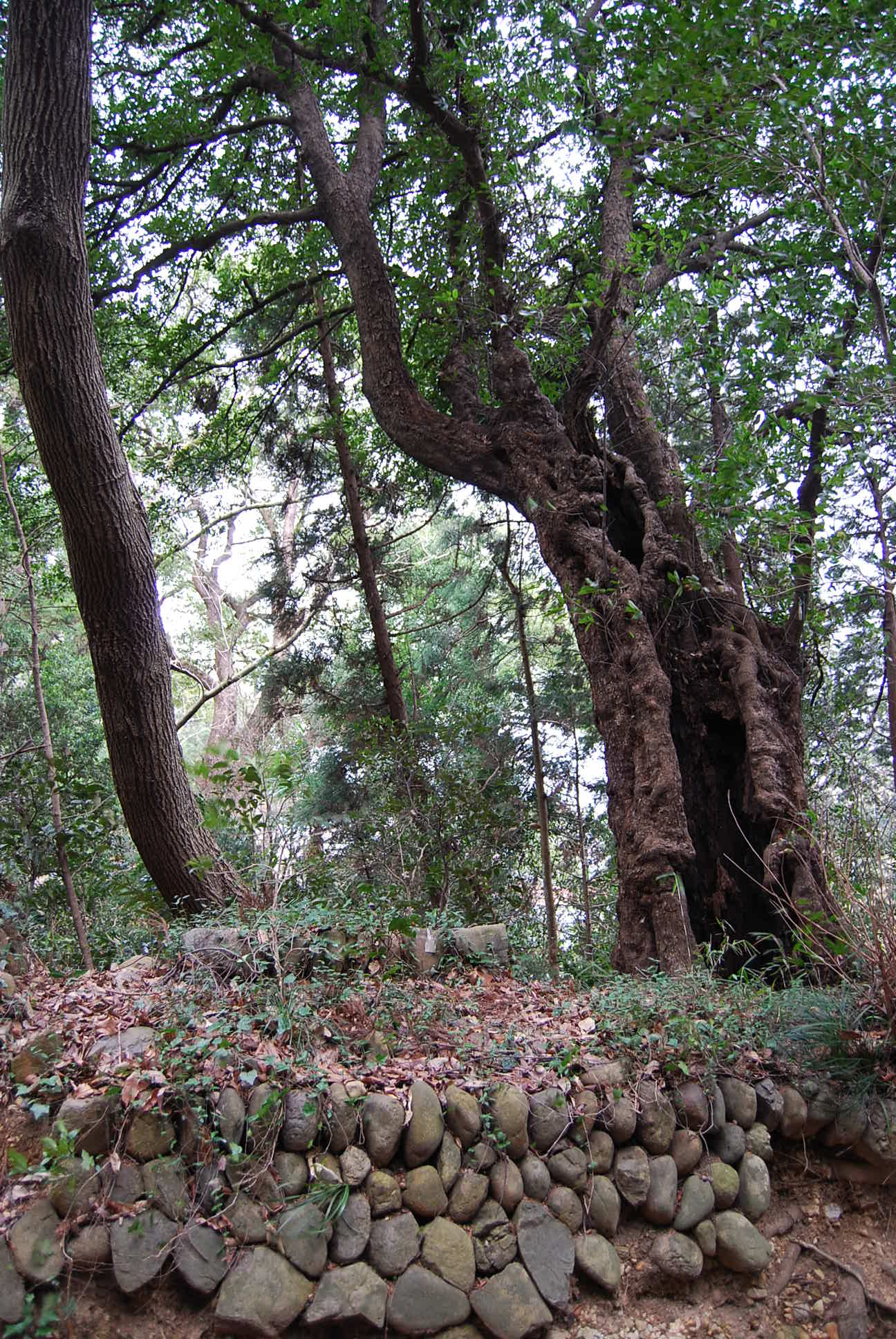
現在の「山の神」鎮座跡

金子神社（かねこじんじゃ）は埼玉県入間市西三ツ木にある神社である。主祭神は素盞嗚尊。毎年4月の最終の土曜日、日曜日に行われる金子神社祭礼は江戸時代後期から続く祭礼で、「西三ツ木ばやし」が奉納される。

## 歴史
もともとは天王社と呼ばれ、その建立時期については不詳である。江戸中期の古文書『林山畑名寄帳』には「天王山の社」と記され、天王様として西三ツ木村（現在の入間市西三ツ木）の村民の信仰となった。1791年（寛政3年）6月に代官所に提出した『村鑑明細帳』（むらかがみめいさいちょう）には「林山畑の間、牛頭天王の社一ヶ所御座候、毎年六月十五日御領私領の百姓ども寄り合い、少々奉り掴まり申し候」と記され、その頃の祭神は牛頭天王であった。1872年（明治5年）神仏分離により、祭神を素盞嗚尊と改め、社名も現在の「金子神社」と改められた。1968年（昭和43年）には、地元市村家の敷地内に文化年間より祀られていた「三峰神社」、日清戦争から大東亜戦争までの西三ツ木出身の戦没者16名を「三ツ木神社」として合祀し、現在に至っている。
現在の社殿は旧社殿の老朽化に伴い、1948年（昭和23年）4月3日に金子神社氏子会が地元の用材を工面し再建した。2008年（平成20年）、再び社殿の屋根瓦などの改修も行われた。また天王山参道の中腹辺りに昭和40年代まで「山の神」と呼ばれた祠があった。この「山の神」の創建時期も祭神も不明である。鎮座跡は現在も地元住民に「山の神」と呼ばれ、その場所には御神木と旧社殿の土台のみが残されている。

## 祭礼
当社の祭礼は、江戸時代には毎年6月15日、明治期には5月1日、その後7月20日、25日に行われていたが、昭和40年頃再び5月1日となり、現在では4月の最終土曜日、日曜日に行われている。その祭礼では神輿、山車2台が村廻りを行い、山車では入間市指定無形民俗文化財「西三ツ木ばやし」が奉納される。